# Narcís Casanoves i Bertran
Narcís Casanoves i Bertran OSB (* 17. Februar 1747 in Sabadell; † 1. April 1799 in La Vinya Vella (bei Esparreguera)) war ein katalanischer Komponist, Organist, Kapellmeister und Benediktinermönch des Klosters Montserrat. Er war neben Anselm Viola, Josep Martí und Benet Julià ein herausragender Vertreter der Orgelschule von Montserrat des 18. Jahrhunderts.

## Leben und Werk
1757 trat Casanoves zu einer Musikausbildung in die Escolania de Montserrat ein und wurde in Musik bei Josep Martí und Benet Julià ausgebildet. Im Fach Orgel war Benet Valls sein Lehrer. 1763 trat er als Mönch dem Orden bei. Casanoves war ein ausgezeichneter Organist, Improvisator und Komponist. Er wurde der Organist des Klosters. In seinen letzten Lebensjahren wirkte er auch als Lehrer an der Escolania.
Er komponierte zahlreiche lateinischsprachige Vokalwerke teilweise mit Orgel- oder Orchesterbegleitung wie Messen, Responsorien für die Karwoche, Psalmen, Antiphonen und Motetten. Er schrieb auch Orgelmusik im italienischen Stil. Seine Werke werden bis heute häufig im Kloster Montserrat aufgeführt.
Casanoves wurde als Orgelkünstler von seinen Zeitgenossen wegen seiner herausragenden Fingerfertigkeit und wegen seines leichten und intelligenten Spiels vor allem bei Improvisationen bewundert. In seinen Kompositionen muss trotz ihrer Einfachheit die Eleganz und Feinheit der Stimmführung und die musikalische Ausdrucksstärke herausgehoben werden.